# Муніципальне утворення «Талазьке»
Муніципальне утворення «Талазьке» (Талазьке сільське поселення) — муніципальне утворення зі статусом сільського поселення у складі Приморського муніципального району Архангельської області Російської Федерації. Адміністративний центр  — селище Талагі. Адреса: 163530, Архангельська область, Приморський район, селище Талагі, д.25 б.

## Географія
Розташоване на північний схід від Північного округу міста Архангельськ, уздовж проток Північної Двіни, річок Кузнечиха і Маймакса. Також виділяються річки Іжма, Лодьма, Сумара і Волживка. Загальна площа муніципального утворення 1291,4 гектара. Включає в себе 1 селище, 9 сіл і 34 СОТа.

## Історія
Муніципальне утворення «Талазьке» було утворено у 2006 році. 10 лютого 1931 року вийшла постанова ВЦВК, за яким до складу Приморського району увійшли Іжемська і Часовенська сільради скасованого Архангельського району Північного краю.

## Демографія
Чисельність населення - 1967 осіб (на 1.01.2011). За даними Всеросійської перепису населення 2010 року в поселенні проживало 1975 людина. На 1.01.2010 в поселенні налічувалося 2164 людини. У 2005 році проживало 2710 осіб.

## Адміністративний поділ
До складу Талазького сільського поселення входять:
- селище Талагі
- село Архипово
- село Іжма
- село Кіндратівське
- село Коровкинське
- село Лапомінка
- село Погорєльське
- село Добірка
- село Хаврогори
- село Часовенське

### Карти
- Топографічна карта Q-37-128,129,130. Архангельськ - 1 : 100 000 [Архівовано 29 жовтня 2013 у Wayback Machine.]